# Isole Coco
Le Isole Coco sono un arcipelago di isole che si colloca nella parte nord-orientale dell'Oceano indiano. Amministrativamente fanno parte della regione di Yangon della Birmania.